# Mireille Darc

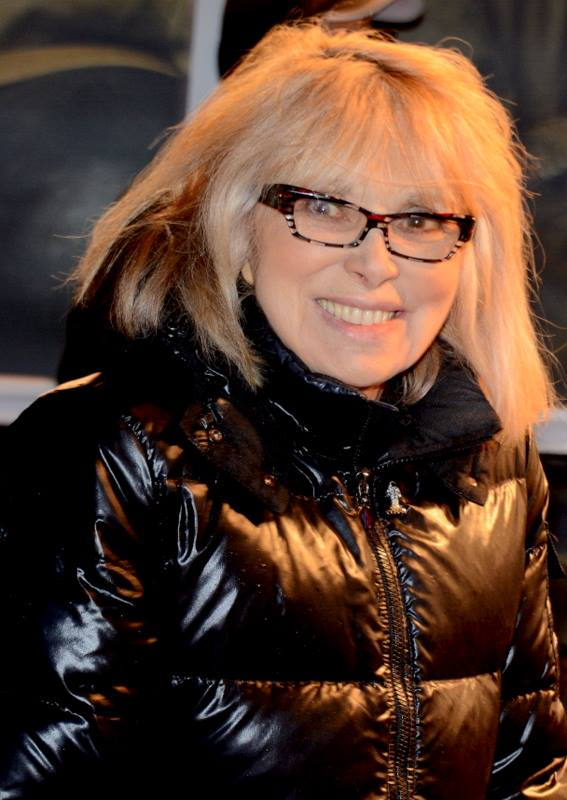
Mireille Darc (2014)

Mireille Darc, geb. Aigroz, (* 15. Mai 1938 in Toulon, Var; † 28. August 2017 in Paris) war eine französische Schauspielerin.

## Leben und Karriere
Die Tochter eines Gärtners und einer Lebensmittelverkäuferin absolvierte die Kunsthochschule von Toulon mit Auszeichnung und arbeitete anschließend in Paris als Mannequin. Sie spielte zunächst einige Rollen für das Fernsehen, bevor ihr Talent für den Kinofilm entdeckt wurde.
Mireille Darc hatte ihr Kinodebüt im Jahr 1960 in dem Film Riskanter Zeitvertreib (mit Jean-Paul Belmondo). Im Jahr darauf war sie eine der Partnerinnen von Brigitte Bardot in dem in der Welt der Models spielenden Film In Freiheit dressiert. Danach folgten bereits Hauptrollen in Filmen mit Louis de Funès (Quietsch… quietsch… wer bohrt denn da nach Öl? – Alternativtitel: Gauner, Gags und Geldgeschäfte, 1963) und Jean Gabin (Monsieur, 1964). Den Durchbruch zum Star brachte ihr die Titelrolle in Georges Lautners psychologischem Thriller Liebe zu dritt. Insgesamt sollte Mireille Darc dreizehn Filme mit Lautner drehen, so auch im Jahr darauf die Krimikomödie Nimm’s leicht, nimm Dynamit mit Lino Ventura.

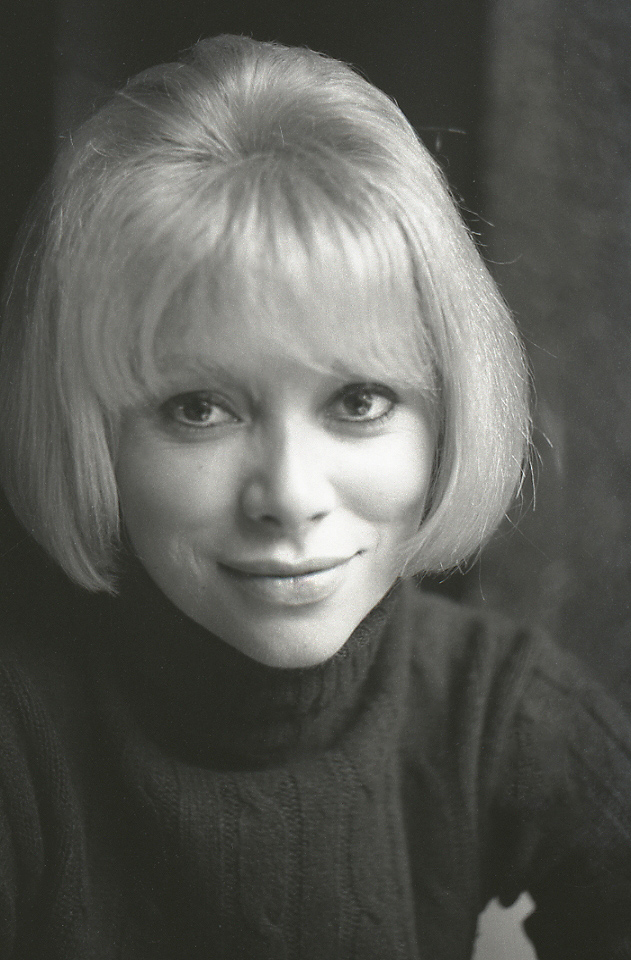
Mireille Darc (1968)

Die oft als „kühle Blondine“, aber auch als Komödiantin eingesetzte Mireille Darc war bereits zu einer der bekanntesten Darstellerinnen des französischen Kinos geworden, als sie im Jahr 1968 Alain Delon kennenlernte. Die Beziehung zu ihm bestimmte in den nächsten 15 Jahren beruflich und privat ihr Leben. Mit Delon und Jean-Paul Belmondo drehte sie in einem Kurzauftritt als Prostituierte im Jahr 1970 den epischen Film Borsalino über den Auf- und Abstieg zweier Krimineller. Hauptrollen hatte sie 1967 neben Jean Yanne in Jean-Luc Godards Weekend sowie neben Delon in den Filmen Madly, Jeff, Les Seins de glace und Der Antiquitätenjäger. Später spielte sie kleinere Rollen neben Delon, so in Der Fall Serrano oder Cameos wie als Fußgängerin in Rette deine Haut, Killer. Ihren größten, auch internationalen Kinoerfolg feierte sie allerdings 1972 mit Pierre Richard in Der große Blonde mit dem schwarzen Schuh. 1974 drehten die beiden mit Der große Blonde kehrt zurück eine ähnlich erfolgreiche Fortsetzung.
In den 1980er-Jahren wurden Mireille Darcs Leinwandauftritte seltener. In dieses Jahrzehnt fielen eine Herzoperation, ein Verkehrsunfall mit schweren Verletzungen, die Trennung von Alain Delon und der Tod ihres ersten Ehemannes. 1989 führte sie – nach eigenem Drehbuch – erstmals Regie in La Barbare, einem Film über eine vernachlässigte Tochter, die Rache an ihrem Vater nimmt, indem sie einen seiner Freunde verführt und dadurch sein Leben ruiniert.
In den 1990er-Jahren feierte Mireille Darc Triumphe im französischen Fernsehen. Die Familiensaga Les Cœurs brulés fand bis zu acht Millionen Zuschauer. Anfang des neuen Jahrhunderts drehte sie vielbeachtete Fernsehreportagen und trat in der Serie um den Polizisten Frank Riva auch wieder an der Seite von Alain Delon auf. Alles in allem war sie in mehr als 70 Film- und Fernsehproduktionen zu sehen.

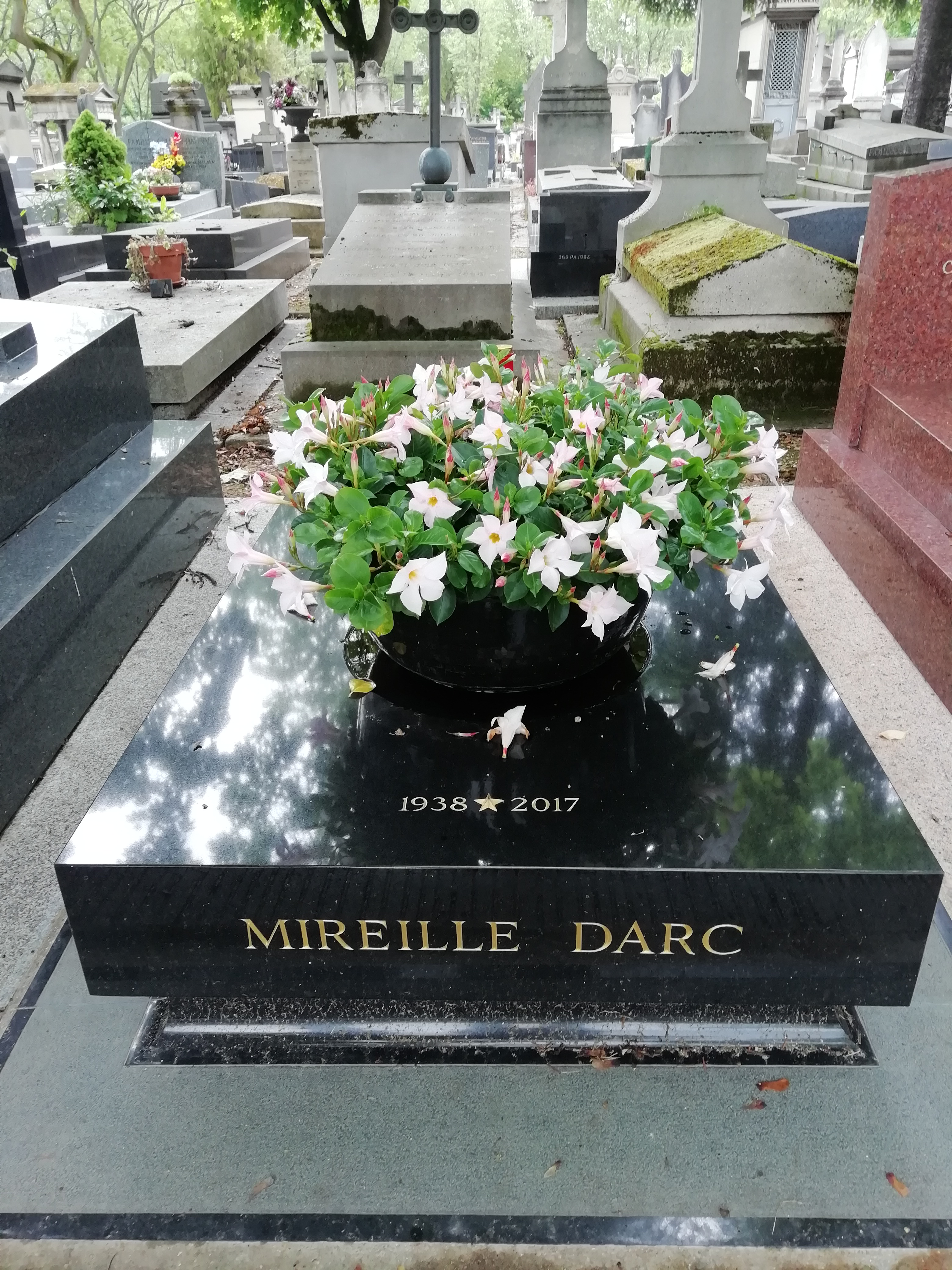
Grabstätte von Darc in Paris

Nach ihrer langjährigen Beziehung mit Alain Delon (1968–1983) heiratete sie 1984 den Journalisten und Autor Pierre Barret († 1989). Ab 2002 war sie mit dem Architekten Pascal Desprez verheiratet. Sie war die Patentante des Schriftstellers Romain Sardou.
2005 veröffentlichte Mireille Darc ihre Autobiografie Tant que battra mon cœur. Im selben Jahr wurde sie zum Ritter der französischen Ehrenlegion ernannt.
Mireille Darc litt seit ihrer Kindheit an einem Herzklappenfehler und wurde 1980 am Herz operiert. Sie starb am 28. August 2017 im Alter von 79 Jahren und wurde auf dem Pariser Cimetière Montparnasse beigesetzt. An der Trauerfeier in der Kirche St-Sulpice nahmen Alain Delon, Jack Lang, Johnny Hallyday und Carla Bruni teil.

## Filmografie (Auswahl)
- 1960: Riskanter Zeitvertreib (Les Distractions)
- 1961: In Freiheit dressiert (La Bride sur le Cou)
- 1963: Fünf Glückspilze (Les Veinards)
- 1963: Quietsch… quietsch… wer bohrt denn da nach Öl? (Pouic-Pouic)
- 1964: Monsieur
- 1964: Jagd auf Männer (La chasse à l’homme)
- 1964: Mordrezepte der Barbouzes (Les Barbouzes)
- 1964: Radieschen von unten (Des pissenlits par la racine)
- 1965: Nimm’s leicht, nimm Dynamit (Ne nous fâchons pas)
- 1965: Die Damen lassen bitten (Les Bons Vivants)
- 1966: Liebe zu dritt (Galia)
- 1966: Karriere (À belles dents)
- 1966: Rififi in Paris (Du rififi à Paname)
- 1967: Weekend (Weekend)
- 1967: Ein Mädchen wie das Meer (La grande sauterelle)
- 1967: Fleur d’oseille
- 1967: Die Blonde von Peking (La Blonde de Pékin)
- 1969: Monte Carlo Rallye (Monte Carlo or Bust!)
- 1970: Borsalino
- 1972: Ein toller Bluff (Il était une fois un flic)
- 1972: Der große Blonde mit dem schwarzen Schuh (Le grand blond avec une chaussure noire)
- 1973: Der Koffer in der Sonne (La Valise)
- 1973: Kein Rauch ohne Feuer (Il n’y a pas de fumée sans feu)
- 1974: Borsalino & Co. (Borsalino and Co)
- 1974: Der große Blonde kehrt zurück (Le retour du grand blond)
- 1974: Eiskalt wie das Schweigen (Les Seins de glace)
- 1975: Das Kätzchen (Le téléphone rose)
- 1976: Computer morden leise (L’Ordinateur des pompes funèbres)
- 1977: Der Fall Serrano (Mort d’un pourri)
- 1977: Der Antiquitätenjäger (L’Homme pressé)
- 2003–2006: Frank Riva (Fernsehserie)

## Veröffentlichungen
- Jamais avant le mariage. Éditions Ramsays, Paris 1982, ISBN 978-2-85956-282-3.
- Tant que battra mon cœur. Mémoires. XO Editions, Paris 2005, ISBN 978-2-7441-8810-7.
- Mon père. XO Editions, Paris 2008, ISBN 978-2-84563-388-9.
- Une femme libre. Mit Richard Melloul. Éditions Flammarion, Paris 2013, ISBN 978-2-08-130789-6.

## Auszeichnungen (Auswahl)
- 2009: Komtur des Ordre national du Mérite[5]
- 2010: Komtur des Ordre des Arts et des Lettres[6]
- 2017: Offizier der Ehrenlegion (Ritter 2006)[6]